# Південна Каліфорнія

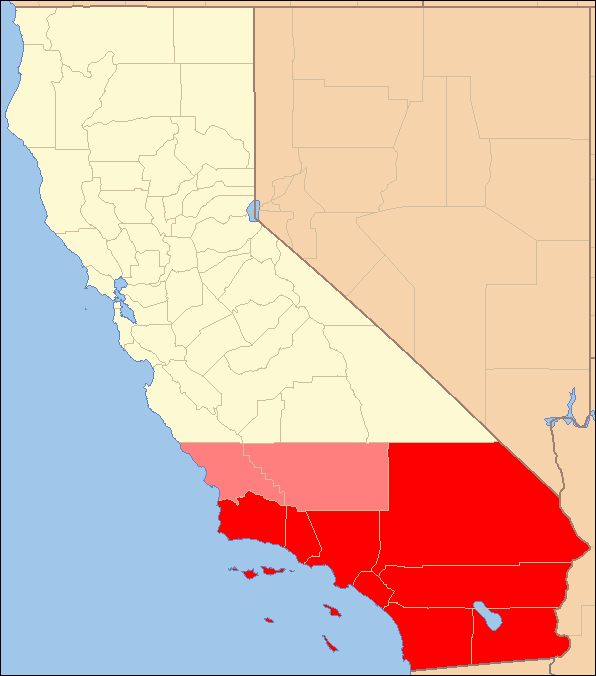

Півде́нна Каліфо́рнія (англ. Southern California, скорочено англ. SoCal) — район штату Каліфорнія. Визначення його території варіюються, але зазвичай містять область навколо Лос-Анджелеса і Сан-Дієго, а також «Внутрішню імперію» округів Сан-Бернардіно і Ріверсайд. Більше 20 млн людей живуть в Південній Каліфорнії.
| США | Це незавершена стаття з географії США. Ви можете допомогти проєкту, виправивши або дописавши її. |